# Ley Piazza
La Ley Piazza de 2011 es una reforma al artículo 63 del Código Penal Federal Argentino sobre los plazos de prescripción del abuso sexual en la infancia identificada como la ley número 26.705, establece que dichos plazos deben empezar a computarse desde la mayoría de edad del denunciante. En 2015, dicha ley fue modificada ya que se amplió el tiempo de prescripción para comience a computarse desde el momento de la denuncia. La nueva ley, identificada con el número 27.206 y conocida como la ley de “Respeto a los Tiempos de las Víctimas” recoge la doctrina y jurisprudencia nacionales vigentes así como las normas internacionales a las cuales Argentina ha adherido y está obligada por el artículo 75 de la Constitución, como la Convención sobre los Derechos del Niño (1989).

## Historia

### Antecedentes
La ley fue impulsada por Roberto Piazza, diseñador y presidente de una fundación contra el abuso sexual infantil. Tras años de militancia social logró que el proyecto ingresara en el Congreso, dónde recibió el respaldo de todos los bloques políticos.

### Tratamiento de la ley
La ley fue ingresada en el Senado por María Eugenia Estenssoro, siendo aprobada por unanimidad, en el caso de la Cámara de Diputados, se aprobó por 200 votos a favor, ninguno en contra y dos abstenciones.

### Posibles reformas
Roberto Piazza anunció que impulsará una segunda ley, para cubrir vacíos legales y dificultades de aplicación de la primera.